# Réactions à l'invasion de l'Ukraine par la Russie
Pour un article plus général, voir Invasion de l'Ukraine par la Russie.

Réactions internationales à l'invasion russe de l'Ukraine en 2022.
----
Pays condamnant l'invasion
Pays neutres
Pays rejetant la faute sur l'OTAN
Inconnu
--------
Russie
Ukraine

Une résolution du Conseil de sécurité de l'ONU sur l'agression de la Russie contre l'Ukraine a fait l'objet d'un veto de la part de la Russie.
----
A voté en faveur de la résolution
A voté contre la résolution
Abstention
Non présent

Les réactions à l'invasion russe de l'Ukraine font suite à l'invasion de l'Ukraine par la Russie ayant commencé le 24 février 2022 qui s'inscrit dans le cadre de la guerre russo-ukrainienne. Celles-ci s'articulent principalement autour de trois positions : les parties qui condamnent spécifiquement le président russe Vladimir Poutine pour avoir autorisé une action militaire illégale au regard du droit international, les parties qui adoptent une position de neutralité et les parties qui approuvent l'action militaire et dénoncent le rôle de l'Organisation du traité de l'Atlantique nord (OTAN).

## Institutions internationales
- ONU :
  - le 21 février 2022, le secrétaire général de l'ONU, António Guterres, considère la reconnaissance des républiques séparatistes par Moscou « comme une violation de l'intégrité territoriale et de la souveraineté de l'Ukraine ». Elle est « incompatible avec les principes de la charte des Nations unies »[1].
  - Le 25 février 2022, un projet de résolution pour condamner l’attaque militaire russe en Ukraine et demandant le retrait immédiat des troupes russes est présenté par l'Albanie et les États-Unis. Il reçoit un vote contre, celui de la Russie, 11 votes pour et trois abstentions (Émirats arabes unis, Chine et Inde)[2]. En tant que membre permanent du Conseil de sécurité, la Russie a fait usage de son droit de veto qui lui permet de rejeter ce projet de résolution.
  - Le 27 février 2022, le Conseil de sécurité adopte la résolution 2623 (2022) pour convoquer une session extraordinaire d’urgence de l’Assemblée générale, afin d'étudier la situation en Ukraine : n'ayant besoin que d'une majorité de neuf voix, sans possibilité de veto, le Conseil adopte la résolution par 11 voix pour, une voix contre (Russie), et les abstentions de l'Inde, de la Chine et des Émirats arabes unis[3]. À la date du 28 février 2022, il n'y a eu que 11 sessions extraordinaires d’urgence dans l’histoire de l’ONU[3].
  - Le 2 mars 2022, une résolution de l'Assemblée générale des Nations unies, A/ES/11/L.1, intitulée « Agression contre l'Ukraine », est adoptée par 141 pays contre 5 (Russie, Belarus, Corée du Nord, Érythrée et Syrie) et 35 abstentions dont la Chine et l'Inde. La résolution adoptée massivement « exige que la Fédération de Russie cesse immédiatement d'employer la force contre l'Ukraine et s'abstienne de tout nouveau recours illicite à la menace ou à l'emploi de la force », « dans les termes les plus vifs l'agression de la Russie contre l'Ukraine »« retire immédiatement, complètement et sans condition toutes ses forces militaires du territoire ukrainien à l'intérieur des frontières internationalement reconnues » et déplore  affirmant « son attachement à la souveraineté, l'indépendance, l'unité et l'intégrité territoriale » de ce pays, y compris de « ses eaux territoriales », fustigeant également « l'implication de la Biélorussie »[4].
  - Le 23 avril, 2022, l'Onu cherche de mettre en place un « groupe de contact humanitaire » qui réunit la Russie et l’Ukraine[5].
- OTAN : le secrétaire général de l'OTAN Jens Stoltenberg a condamné l'agression russe le 24 février, qu'il décrit comme une attaque imprudente et menaçant la vie de nombreux civils. Il ajoute que les membres de l'OTAN vont se rencontrer afin de « faire face aux conséquences des actions agressives de la Russie »[6]. Il utilise la Force de réaction de l'OTAN et redéployant des unités vers l'est, Constanta, Pologne...
- OCDE : l'Organisation de coopération et de développement économiques annonce le 25 février 2022 la clôture du processus d'adhésion de la Russie, et la fermeture de son bureau à Moscou[7].
- OEA : l'Organisation des États américains publie une déclaration condamnant l'invasion russe et définissant cette agression comme le « crime international suprême » et comme constituant « une atteinte à la paix et à la sécurité de l'humanité, ainsi qu'aux relations civilisées entre les États »[8].
- Union africaine : le président Macky Sall et le président de la Commission Moussa Faki exhortent les deux parties à l'instauration immédiate d'un cessez le feu et à l'ouverture sans délai de négociations politiques sous l'égide des Nations unies[9].
- Union européenne : voir ci-dessous.
- Conseil de l'Europe : la Russie est suspendue de sa participation à cette organisation à partir du 25 février[10].
- ASEAN : les membres se déclarent « profondément préoccupés par l'évolution de la situation » et appellent au dialogue pour rechercher une solution pacifique car « il est de la responsabilité de toutes les parties de défendre les principes du respect mutuel de la souveraineté, de l’intégrité territoriale et de l’égalité des droits de toutes les nations ». Le communiqué ne mentionne à aucun moment la Russie[11].

## Réactions gouvernementales

### Afrique
- Afrique du Sud : le président Cyril Ramaphosa appelle à une médiation entre les deux parties sous l'égide du Conseil de sécurité des Nations unies[9].
- Algérie : le ministère algérien des Affaires étrangères a déclaré qu'il « suivait l'évolution de la situation en République d'Ukraine ». Il a également appelé les Algériens en Ukraine à respecter les instructions données par l'ambassade d'Algérie en Ukraine[12].
- Égypte : le Premier ministre Moustafa Madbouli a déclaré que son gouvernement surveillait la crise et a exprimé le souhait que la situation soit résolue rapidement[13].
- Ghana : la ministre des Affaires étrangères Shirley Ayorkor Botchway a condamné l'invasion russe[14].
- Liberia : le Libéria a condamné l'invasion russe[15].
- Libye : la ministre des Affaires étrangères Najla Mangoush a condamné l'intervention militaire russe en Ukraine en tant que violation du droit international et a appelé Moscou « au calme et à se retirer du pays »[16].
- Malawi : le président Lazarus Chakwera a exhorté la Russie à retirer ses forces d'Ukraine[17].
- Maroc : le pays a réitéré son soutien au respect de l'intégrité territoriale de tous les États des Nations unies[18].
- Sénégal Le pays refuse de prendre position sur le conflit en s'appuyant sur sa tradition de neutralité, tout en critiquant l'Ukraine sur son appel aux volontaires internationaux[19] (voir Légion internationale pour la défense territoriale de l'Ukraine).
- Tunisie : dans un communiqué, le ministère des Affaires étrangères appelle au dialogue afin de préserver la vie des citoyens innocents et de rétablir la sécurité et la stabilité dans la région[20].

### Amérique
- Argentine : le président Alberto Fernández a déploré l'invasion et a demandé « à la fédération de Russie de mettre fin à l'action militaire et de reprendre le dialogue »[21]. Le ministère des Affaires étrangères et du Culte a également condamné l'usage de la force et a appelé la Russie à respecter la charte des Nations unies et le droit international[22].
- Bolivie : le ministère des Affaires étrangères a déclaré qu'en tant qu'« État pacifiste », la Bolivie exhorte la Russie et l'Ukraine à éviter le recours à la force et à rechercher la désescalade diplomatique « dans le cadre du droit international et de la Charte des Nations Unies ». Cependant, le gouvernement bolivien n'a pas explicitement condamné l'invasion russe, évoquant plutôt un « manque de dialogue et de compréhension »[23].
- Brésil : le président Jair Bolsonaro a déclaré que le Brésil « va continuer dans la neutralité » et ne va pas « prendre parti » concernant l'invasion russe de l'Ukraine. Il précise : « Nous n'allons pas prendre parti, nous allons continuer dans la neutralité et aider selon nos possibilités à la recherche d'une solution. Nous voulons la paix, mais nous ne voulons pas nous attirer des conséquences ici »[24]. Jair Bolsonaro se déclare « neutre » lors du conflit[25]. Son opposant, Luiz Inácio Lula da Silva, déclare quant à lui que Zelensky « est aussi responsable de la guerre que Poutine. Une guerre n'a jamais un seul coupable »[26]
- Canada : l'ambassadeur à l'ONU Bob Rae déclare le 24 février qu'il s'agit d'une « agression non provoquée et sournoise » de la part d'un membre du conseil de sécurité de l'ONU. Le premier ministre canadien Justin Trudeau a condamné au nom de son pays l'attaque russe, déclarant qu'il s'agissait d'une violation du droit souverain de l'Ukraine et de son territoire[6].
- Chili : le président élu Gabriel Boric a condamné « l'invasion de l'Ukraine, la violation de sa souveraineté et l'usage illégitime de la force »[27].
- Colombie : le président Iván Duque a déclaré que la Colombie « rejette catégoriquement les attaques contre l'Ukraine par la Russie » et qu'elle considère l'invasion comme une violation du droit international et de la charte des Nations unies[28].
- Cuba : le gouvernement cubain rejette la responsabilité de la crise en Ukraine sur les États-Unis et affirme que la Russie a un droit de « légitime défense ». Il déclare cependant que le conflit doit être résolu par voie diplomatique[29].
- Équateur : le président Guillermo Lasso a déclaré que l'invasion de l'Ukraine par la Russie est « une intervention violente et une violation de nos principes pour la paix mondiale ». Il a toutefois ajouté que l'Équateur n'envisageait pas de suspendre ses relations diplomatiques avec la Russie[30].
- États-Unis : le président Joe Biden dénonce le 24 février une « attaque injustifiée dont seule Moscou est responsable »[31].
- Jamaïque : le Premier ministre Andrew Holness condamne l'invasion russe, déclarant que « la Jamaïque soutient […] le respect de l'intégrité territoriale et de la souveraineté de toutes les nations. [..] Nous condamnons donc l'invasion de l'Ukraine »[32].
- Mexique : le secrétaire aux Affaires étrangères mexicain Marcelo Ebrard déclare, au nom du président Andrés Manuel López Obrador, que le Mexique rejette et condamne l'invasion russe. Il exige la cessation des hostilités afin de parvenir à une résolution pacifique[33].
- Nicaragua : le président Daniel Ortega déclare soutenir le déploiement des troupes russes après la reconnaissance par Vladimir Poutine des régions séparatistes à l'est de l'Ukraine[34].
- Pérou : le ministre des Affaires étrangères César Landa a déclaré dans un communiqué : « Face à la violation de [la] souveraineté, du territoire et de l'intégrité de l'Ukraine, le Pérou rejette l'usage de la force et appelle au respect du droit international »[35].
- Uruguay : le président Luis Alberto Lacalle Pou condamne « les actions contraires au droit international » menées par la Russie et rappelle que l'Uruguay « est un pays attaché à la paix »[36].
- Venezuela : le président Nicolas Maduro, dont le pays achète des armes à la Russie, apporte son soutien à la Russie, déclarant que « le Venezuela est avec Poutine, il est avec la Russie »[37].

### Asie

#### Pays hors Chine

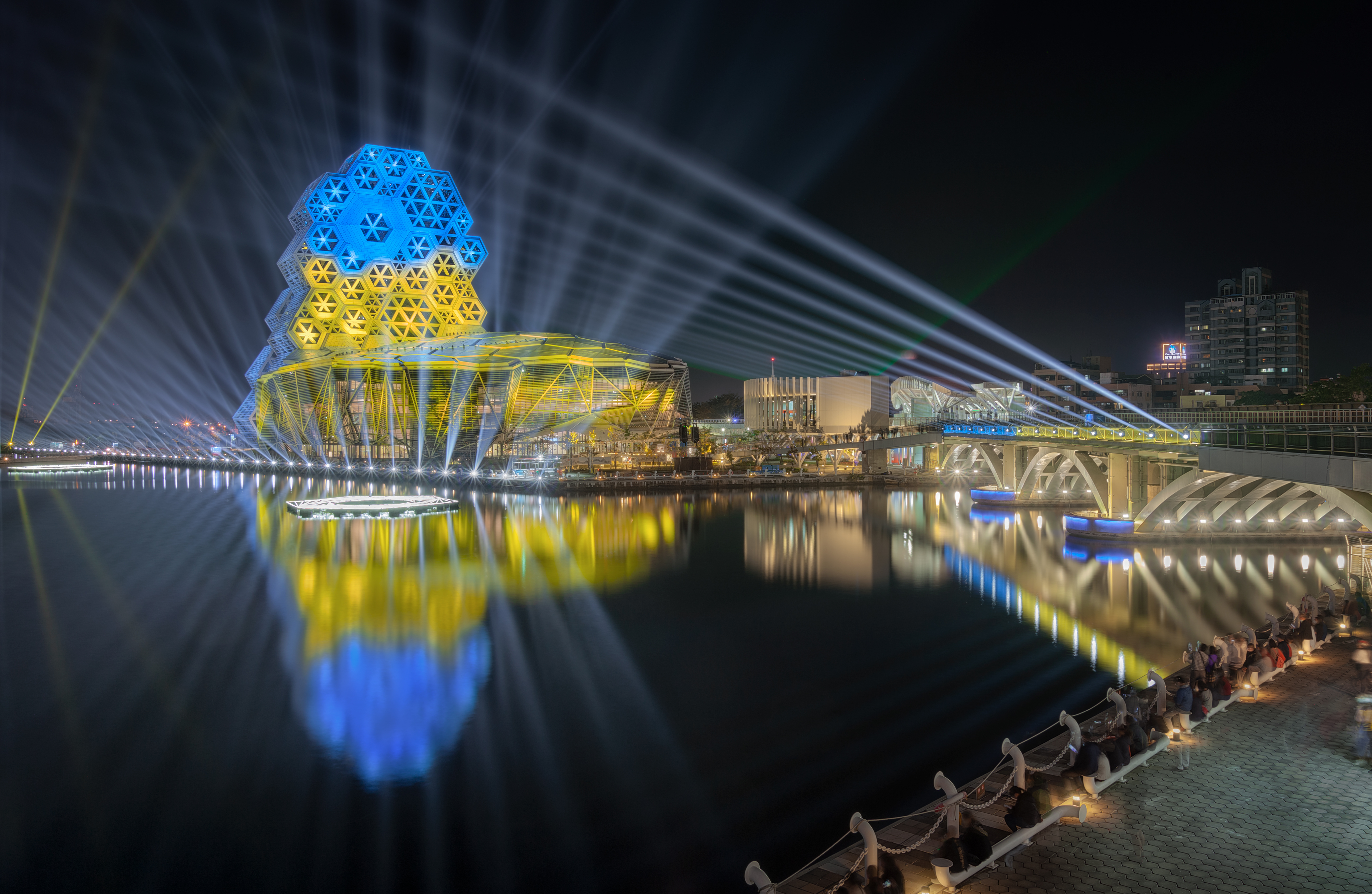
Le Centre de la Culture Maritime et de la Musique Populaire, ainsi que le pont Lingyaliao dans la ville de Kaohsiung à Taïwan, illuminés aux couleurs de l'Ukraine en solidarité avec ce pays en réaction à l'invasion russe durant le festival de la Fête des lanternes en 2022.

- Afghanistan : le ministère des Affaires étrangères annonce que « l'émirat islamique d'Afghanistan suit de près la situation en Ukraine et exprime sa préoccupation quant à la possibilité réelle de pertes civiles. L'émirat islamique appelle à la retenue des deux parties. Toutes les parties doivent s'abstenir de prendre des positions susceptibles d'intensifier la violence. L'émirat islamique d'Afghanistan, conformément à sa politique étrangère de neutralité, appelle les deux parties au conflit à résoudre la crise par le dialogue et des moyens pacifiques. L'émirat islamique appelle également les parties au conflit à veiller à la sauvegarde de la vie des étudiants et des migrants afghans en Ukraine »[38].
- Arménie : le gouvernement arménien a exprimé « l’espoir que les problèmes existants entre les deux États amis seront résolus par le dialogue diplomatique »[39].
- Corée du Nord : Le 27 février, la Corée du Nord juge les États-Unis responsables de la crise en Ukraine[40].
- Corée du Sud : le président sud-coréen Moon Jae-in a assuré que son pays se joindrait aux sanctions économiques internationales contre la Russie[41].
- Émirats arabes unis : le conseiller présidentiel Anwar Gargashe a encouragé « toutes les parties à privilégier la diplomatie et négocier pour trouver une solution politique qui mette fin à cette crise » mais le pays ne prend pas position car cela « ne fera que mener à plus de violence »[42].
- Inde : le Premier ministre indien Narendra Modi a appelé à un arrêt immédiat de la violence en Ukraine lors d'un appel téléphonique avec Vladimir Poutine le 24 février. Le gouvernement indien s'est cependant abstenu de prendre position sur la question[43].
- Iran : le ministre des Affaires étrangères Hossein Amir Abdollahian juge que « la crise ukrainienne trouve ses racines dans les provocations de l'OTAN » mais en « ne [considérant] pas la guerre comme une solution »[44].
- Israël : Yaïr Lapid, ministre des Affaires étrangères d'Israël a déclaré qu'« il est encore temps d’arrêter et de revenir sur la table des négociations »[45]. Israël est le premier pays à installer un hôpital de campagne à Mostyska en Ukraine, dans l'ouest du pays, capable d'accueillir simultanément 150 patients[46].
- Japon : le premier ministre Fumio Kishida a annoncé devant des journalistes : « Cette invasion par la Russie a ébranlé les fondements de l'ordre international […] ». Le Premier ministre a ajouté que le Japon « dénonce fermement la Russie et travaillera avec la communauté internationale, y compris les États-Unis, pour répondre immédiatement à la crise ». Le gouvernement japonais réunit le 24 février 2022 son conseil de sécurité national. Plus tôt dans la même journée, le premier ministre Fumio Kishida déclare envisager des sanctions supplémentaires[47].
- Liban : le ministère libanais des Affaires étrangères a condamné l'invasion militaire de l'Ukraine par la Russie et a appelé Moscou à « arrêter immédiatement les opérations militaires »[48].
- Pakistan : le Premier ministre pakistanais Imran Khan a exprimé ses regrets concernant la situation actuelle et a déclaré que ce conflit n'était dans l'intérêt de personne. Il a également souligné la conviction du Pakistan que les différends doivent être résolus par le dialogue et la diplomatie[49].
- Singapour : le ministère des affaires étrangères de Singapour a déclaré que « la souveraineté et l'intégrité territoriale de l'Ukraine doivent être respectées » et que « toutes les parties concernées devraient poursuivre le dialogue, y compris par des moyens diplomatiques, en vue d'un règlement pacifique […], et éviter toute action qui aggraverait encore les tensions dans la région »[50].
- Syrie : le président syrien Bachar el-Assad a salué l'invasion russe, la présentant comme une « correction de l'histoire » et a accusé les nations occidentales d'utiliser « des méthodes sales pour soutenir les terroristes en Syrie et les nazis en Ukraine »[51].
- Thaïlande : le ministère thaïlandais des Affaires étrangères a exprimé sa « profonde inquiétude » et a déclaré qu'il soutenait « les efforts en cours pour trouver un règlement pacifique à la situation par le dialogue »[52].
- Turquie : le président Recep Tayyip Erdoğan affirme « [rejeter] cette opération inacceptable » qu'il qualifie de « coup dur porté à la paix et à la stabilité régionale »[44].

#### Chine
L'ambassadeur chinois aux Nations unies, Zhang Jun a exhorté le 24 février toutes les parties à la retenue et à éviter l'escalade des tensions, et a déclaré au Conseil de Sécurité de l'ONU que la porte de sortie vers une solution pacifique n'était pas complètement fermée et ne devrait pas l'être. La Chine ne prend pas de position officielle, mais exclut l'utilisation du terme « invasion » et se contente de suivre la situation comme l'a indiquée Hua Chunying, une porte-parole du ministère chinois des Affaires étrangères. Il est également à noter que la Chine admet « comprendre les inquiétudes légitimes de la Russie », une position qui tranche avec la plupart des réactions internationales.
Outre les communiqués du Parti communiste chinois, le conflit a suscité de nombreuses réactions sur la réponse que doit apporter la Chine, notamment dans le cadre des tensions qu'elle entretient avec les États-Unis depuis le « pivot vers l'Asie » du président Barack Obama. L'universitaire Hu Wei basé à Shanghai a ainsi proposé dès le 5 mars dans un papier traduit par la suite le 12 mars et censuré en Chine depuis, de couper les liens avec la Russie qui s'isole sur la scène internationale. Cet isolement de Moscou pourrait entrainer Pékin dans une même dynamique, ce qui ne serait pas dans les intérêts chinois. Si ces prises de positions sont émises à titre individuel, elles reflètent tout de même un dilemme chinois sur la question ukrainienne.
Des entreprises (comme Sentinel Labs) spécialisées en cybersécurité ont repéré des campagnes d'hameçonnage menées par Scarab, un groupe de cyberpirates basés en Chine. Sentinel Labs publie une analyse des attaques de Scarab en Ukraine. Sentinel Labs indique que c'est « le premier exemple public d’un acteur chinois ciblant l’Ukraine depuis le début de l’invasion ».

### Europe

#### Union européenne

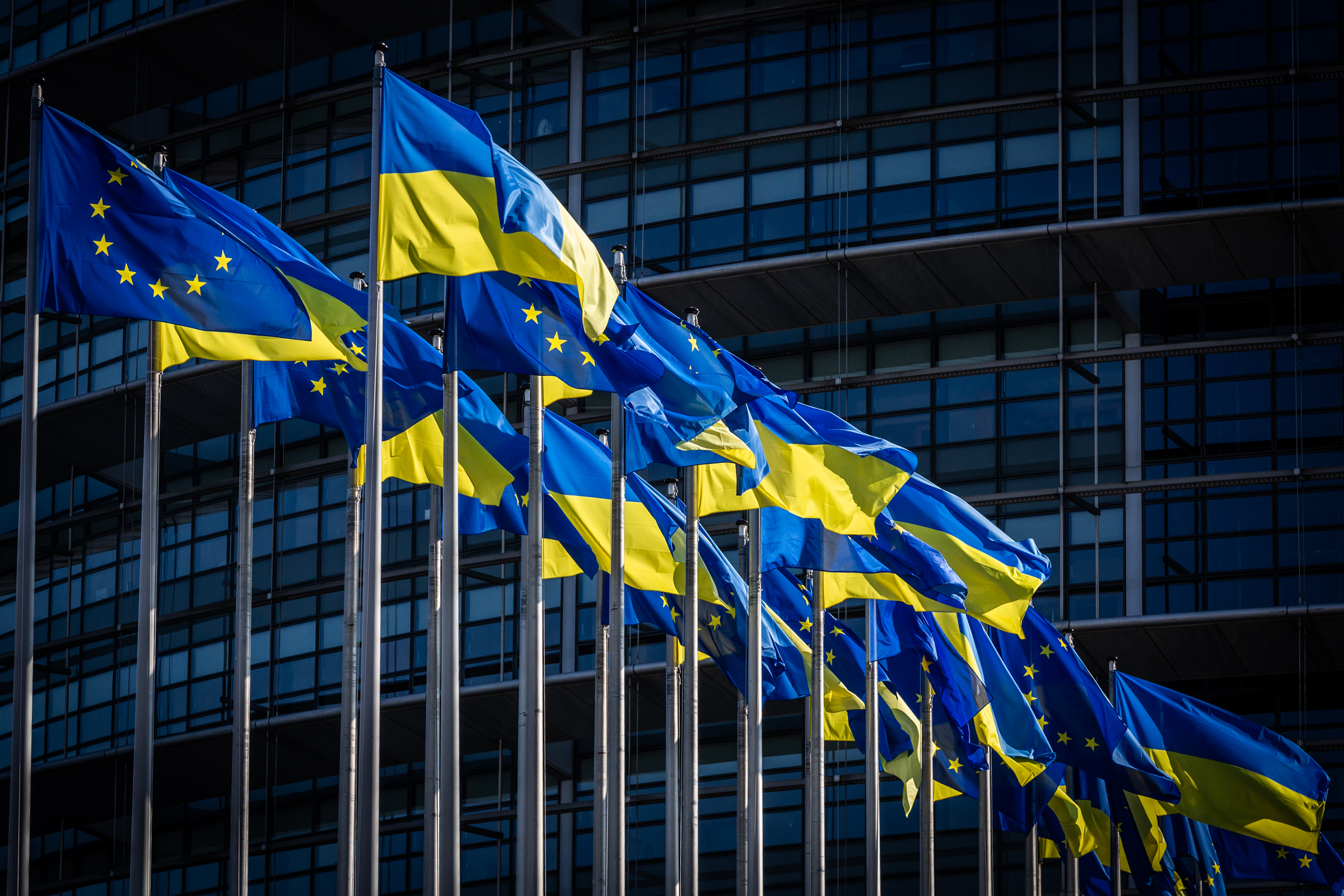
Le Parlement européen à Strasbourg, pavoisé aux couleurs de l’Ukraine à l’occasion de sa session plénière de mars 2022.

Réunis en Conseil européen extraordinaire le 24 février 2022, les dirigeants européens condamnent « avec la plus grande fermeté l'agression militaire non provoquée et injustifiée de la Fédération de Russie contre l'Ukraine » qui « viole de façon flagrante le droit international et les principes de la charte des Nations unies, et porte atteinte à la sécurité et à la stabilité européennes » et décident du principe de nouvelles sanctions qui visent l'économie et les élites russes.
Josep Borrell, vice-président de la Commission européenne, publie le 25 février 2022, une tribune dans laquelle il écrit : « L’ampleur de l’invasion montre que l’intention de Vladimir Poutine est bien d’occuper le pays, d’y détruire la démocratie et d’installer un gouvernement fantoche à Kiev. Ce qui est en question, c’est donc la survie de l’Ukraine en tant qu’État indépendant, une menace très grave pour la sécurité européenne. Les inquiétudes exprimées par la Russie en matière de sécurité n’étaient visiblement qu’un prétexte visant avant tout à protéger le régime russe d’une contagion démocratique. Ce qui explique cette agression n’est en effet ni la défense des minorités russophones, ni l’adhésion potentielle de l’Ukraine à l’OTAN, ni le déploiement imaginaire d’armes nucléaires aux frontières de la Russie. Le fond de l’affaire réside dans la nature de plus en plus autoritaire du régime de Vladimir Poutine, dans sa conviction profonde que l’extension de la liberté et de la démocratie à ses frontières constituerait une menace existentielle pour son pouvoir. Il s’agit pour lui de siffler la fin de la récréation démocratique de l’Ukraine, un acte bel et bien prémédité ».
Le 1er mars 2022, le Parlement européen adopte une résolution en 52 points qui « condamne avec la plus grande fermeté l’agression militaire illégale, non provoquée et injustifiée de la Fédération de Russie contre l’Ukraine et l’invasion de cette dernière par la Fédération de Russie, ainsi que l’implication de la Biélorussie dans cette agression ». 676 députés européens participent au vote : 637 députés en faveur, 13 députés votent contre et 26 députés s'abstiennent. Les 13 députés qui ont voté contre sont : Clare Daly et Mick Wallace des Indépendants pour le changement (Irlande), Özlem Demirel et Martin Schirdewan de Die Linke (Allemagne), Francesca Donato indépendante (ex Ligue du Nord) (Italie), Marcel de Graaff du Parti pour la liberté (Pays-Bas), Ioánnis Lagós de Conscience populaire nationale (ex Aube dorée) (Grèce), Leftéris Nikoláou-Alavános et Konstantínos Papadákis du Parti communiste de Grèce, Sandra Pereira et João Pimenta Lopes du Parti communiste portugais, Miguel Urbán Crespo d'Anticapitalistas (ex Podemos) (Espagne), Tatjana Ždanoka de l'Union russe de Lettonie.
À l'issue du sommet de l'Union européenne à Versailles les 9 et 10 mars 2022, les 27 chefs d’État et de gouvernement excluent une adhésion rapide de l'Ukraine à l'Union européenne mais affirment : « Nous allons sans plus attendre renforcer encore nos liens et approfondir notre partenariat pour aider l'Ukraine à progresser sur sa trajectoire européenne ».
Le 16 juin, la France, l'Allemagne, l'Italie et la Roumanie ont confirmé soutenir la candidature de l'Ukraine à l'Union européenne. La France a aussi prévu de leur livrer à l'Ukraine 6 Caesars additionnels et de mettre en place un laboratoire mobile d'analyses ADN ayant pour objectif de contribuer à la collectif de preuves des crimes de guerre commis par la Russie. En réaction, Volodymyr Zelensky a indiqué être "prête à travailler" pour faire de l'Ukraine "un membre de plein droit" de l'Union européenne.

#### Pays de l'Union européenne
- Allemagne : le 24 février, le chancelier allemand Olaf Scholz condamne les actes russes en déclarant notamment qu'il s'agit d'« une violation éclatante » des droits internationaux[41]. L'ancienne chancelière Angela Merkel accuse la Russie de mener une guerre d'agression contre l'Ukraine[67]. Le 27 février 2022, la guerre en Ukraine pousse le chancelier allemand Olaf Scholz à prendre une décision à laquelle l’Allemagne ne voulait pas se résoudre, annonçant « une augmentation massive des dépenses de la Bundeswehr »[68] et reconsidère donc complètement ses politiques militaire et étrangère[69].
- Belgique : le Premier ministre belge Alexander De Croo condamne fermement l'attaque russe et estime « qu'il s’agit de l’heure la plus sombre pour l’Europe depuis la Seconde Guerre mondiale, tout en restant en contact étroit avec les alliés de l'OTAN et de l'Union européenne »[70].
- Bulgarie : la Bulgarie a condamné l'invasion le 24 février 2022 et le Premier ministre Kiril Petkov a déclaré « Nous constatons que cette agression n'a pas été provoquée par la partie ukrainienne et de telles actions en Europe sont inadmissibles »[71].
- Danemark : le Danemark a qualifié le 24 février 2022 de « tache dans l'histoire de la Russie »[44].
- Espagne : le chef du gouvernement espagnol, Pedro Sánchez déclare sur le réseau social ex Twitter dès le 24 février que l'Espagne condamnait « l'agression russe », et que l'Espagne apportait sa solidarité avec le gouvernement ukrainien. Il a également déclaré rester en proche contact avec ses partenaires de l'Union européenne et de l'OTAN[41].
- Finlande : Sauli Niinistö, président de la Finlande, non-membre de l'OTAN, a condamné l'attaque russe, dénonçant « une attaque contre l'ordre de sécurité européen »[72].
- France : l'ambassadeur de France à l'ONU, Nicolas de Rivière, a déclaré que « la Russie a fait le choix de la guerre. La France condamne dans les termes les plus forts le déclenchement de ces opérations » le 24 février. Le président de la République française, Emmanuel Macron, a condamné sur ex Twitter l'action russe au nom de la France et a apporté sa solidarité à l'Ukraine et aux Ukrainiens[41]. Le même jour, il s'adresse aux Français à 13h30 à la télévision en qualifiant cette invasion d'« atteinte la plus grave à la paix et à la stabilité dans l'Europe depuis des décennies ». Il estime que « nous avons tout fait pour éviter [la guerre], elle est là, et nous sommes prêts » et assure que « nous répondrons sans faiblesse et avec sang-froid » à cet acte de guerre[73] qui aura « des conséquences profondes, durables sur nos vies »[74]. Il évoque également le retour des « fantômes du passé ».
- Grèce : le Premier ministre Kyriákos Mitsotákis qualifie l'invasion russe de « violation flagrante et non provoquée du droit international » et de « tentative de révision de l'Histoire par la force armée »[44].
- Hongrie : le Président János Áder a fermement condamné l'invasion russe, que « la Hongrie a également été forcée d'en subir une similaire en 1956 »[75]. Le Premier ministre Viktor Orbán a, quant à lui, déclaré qu'« avec nos alliés de l'UE et de l'OTAN, nous condamnons l'attaque militaire de la Russie »[76].
- Italie : le Premier ministre italien Mario Draghi, a condamné, jeudi 24 février, dans un communiqué de presse, l'opération militaire russe en Ukraine, la qualifiant d'« injustifiée et injustifiable »[77].
- Irlande : le Premier ministre irlandais Micheál Martin a déclaré le 24 février « Je condamne totalement, dans les termes les plus forts possibles, l'attaque indéfendable de la Russie contre le peuple souverain d'Ukraine. Nos premières pensées vont vers eux[78] ». Le ministre irlandais des Affaires étrangères Simon Coveney a réagi à son homologue russe Sergueï Lavrov, qui avait déclaré lors d'une conférence de presse « Que penserait la Grande-Bretagne si l’Irlande interdisait l’usage de l’anglais ? », dans un tweet « Ne mêlez pas l’Irlande à la discussion en essayant de justifier une guerre injustifiable. L’Irlande et le Royaume-Uni sont un exemple de la manière dont deux pays au passé difficile ont trouvé le moyen de construire et de maintenir un processus de paix tout en garantissant l’absence de violence[79] ».
- Pologne : le gouvernement polonais, le 24 février, a demandé l'activation de l'article 4 du Traité de l'Atlantique nord visant à des consultations lorsqu'un pays membre de l'alliance sent sa sécurité menacée[41].
- Portugal : le 24 février, le gouvernement portugais déclare que « La Russie doit arrêter l'attaque et retirer ses forces ». Membre de l'OTAN, le Portugal se met à sa disposition pour « des missions de dissuasion dans les pays de l'Otan qui bordent l'Ukraine ». Le Premier ministre, António Costa, annonce aussi que « les Ukrainiens qui souhaitent quitter leur pays pour le Portugal sont les bienvenus, ainsi que leur famille et amis. Un plan d'évacuation est prêt »[80].
- Roumanie : Le président roumain Klaus Iohannis condamne, le 24 février, l'agression militaire de la Russie contre l'Ukraine via Twitter. Il a plus précisément déclaré que « la Roumanie, avec l'ensemble de la communauté démocratique internationale, rejette fermement ce comportement irresponsable qui sape les fondements des relations internationales et l'ordre actuel du droit international »[81].
- Suède : la Suède, non membre de l'OTAN, a condamné l'attaque russe, dénonçant « une attaque contre l'ordre de sécurité européen »[44].
- Tchéquie : le Président Miloš Zeman a comparé Vladimir Poutine à un « fou [devant] être isolé » et qualifié l'invasion de l'Ukraine d'« acte d'agression non-provoqué »[82]. Le 7 avril, la République Tchèque est le premier pays de l'OTAN à livrer d'anciens chars soviétiques à l'Ukraine[83].

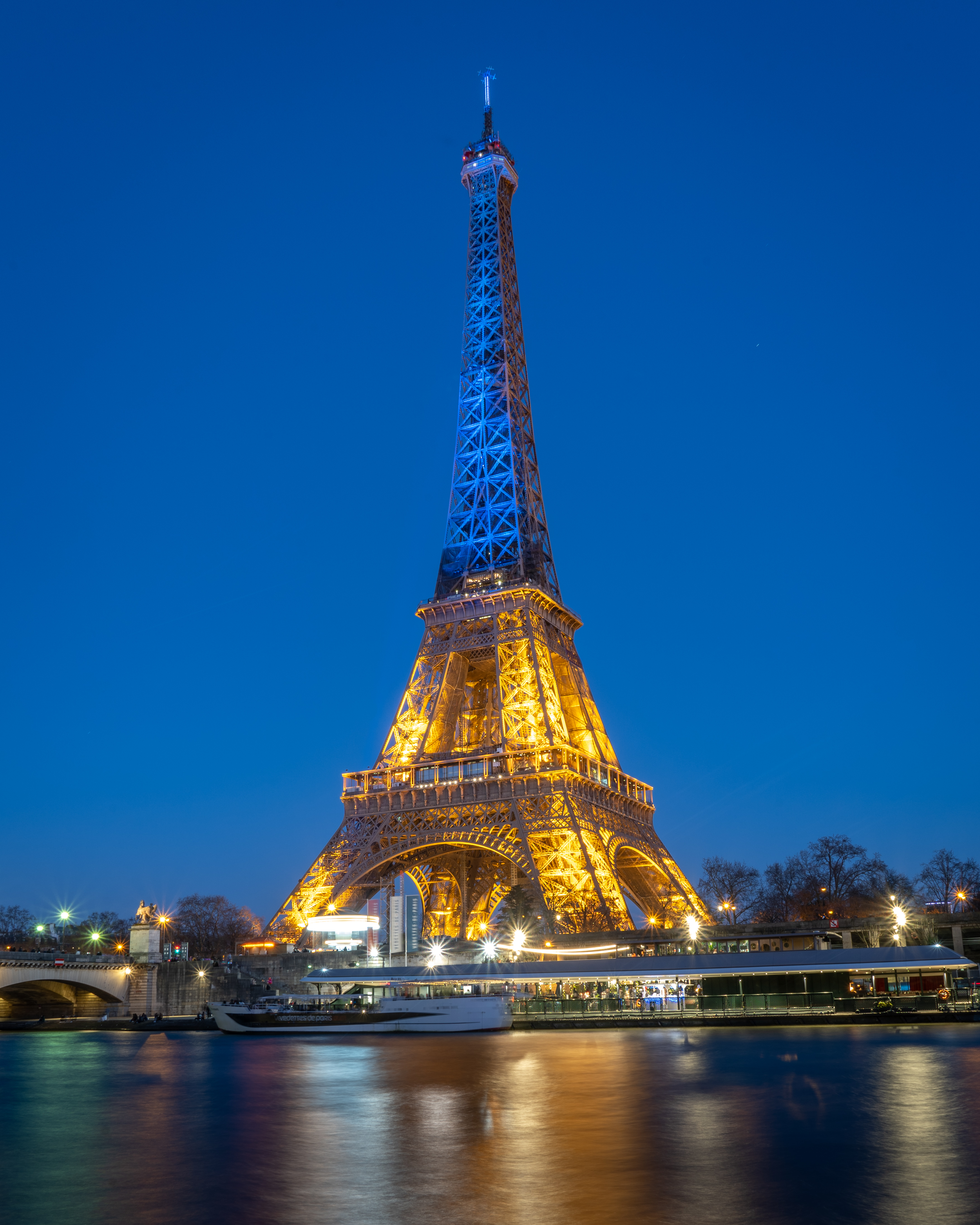
Tour Eiffel aux couleurs du drapeau ukrainien, 26 février 2022.
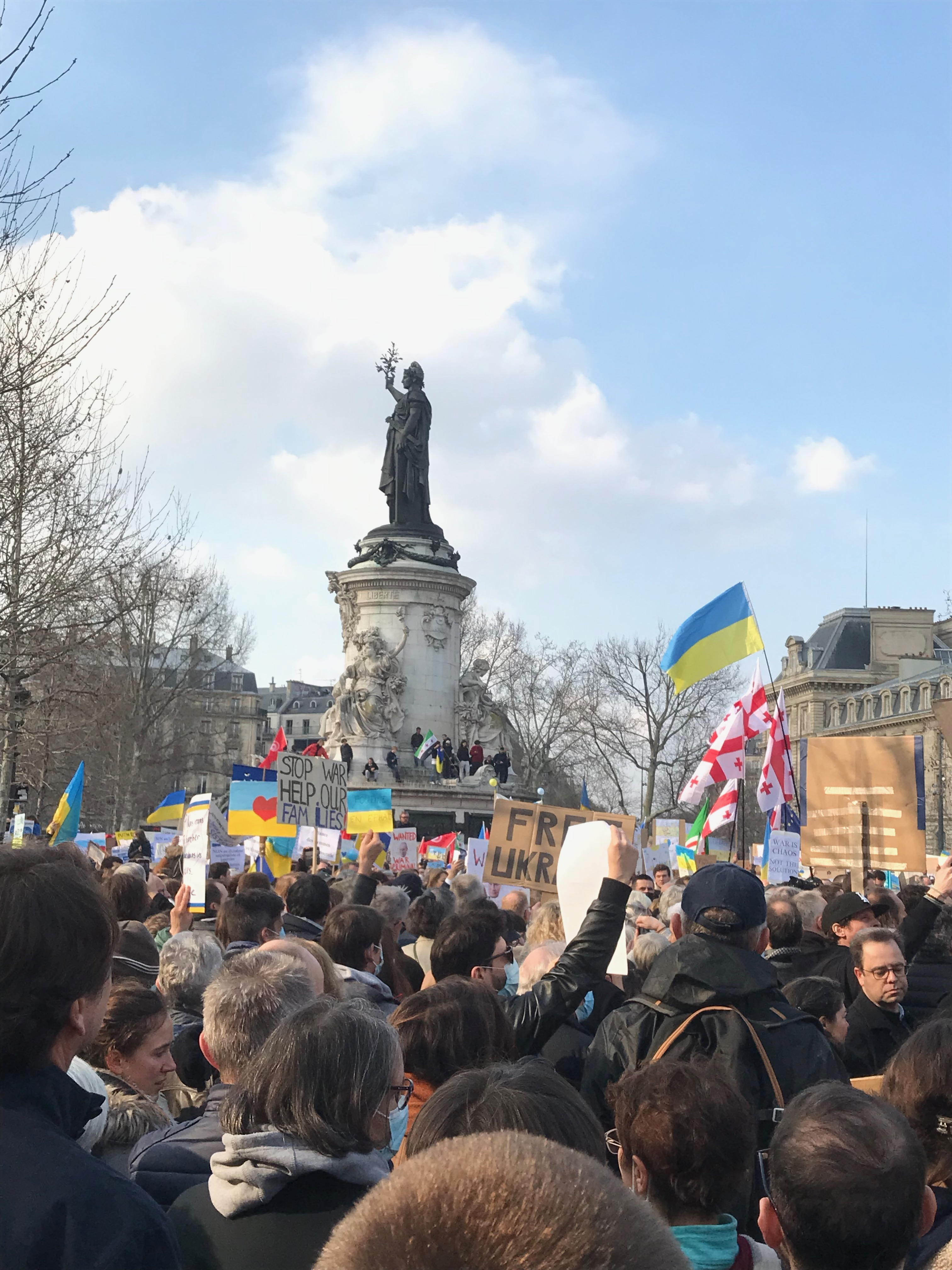
De nombreuses manifestations sont organisées en France notamment à Paris, place de la République en soutien au peuple ukrainien.
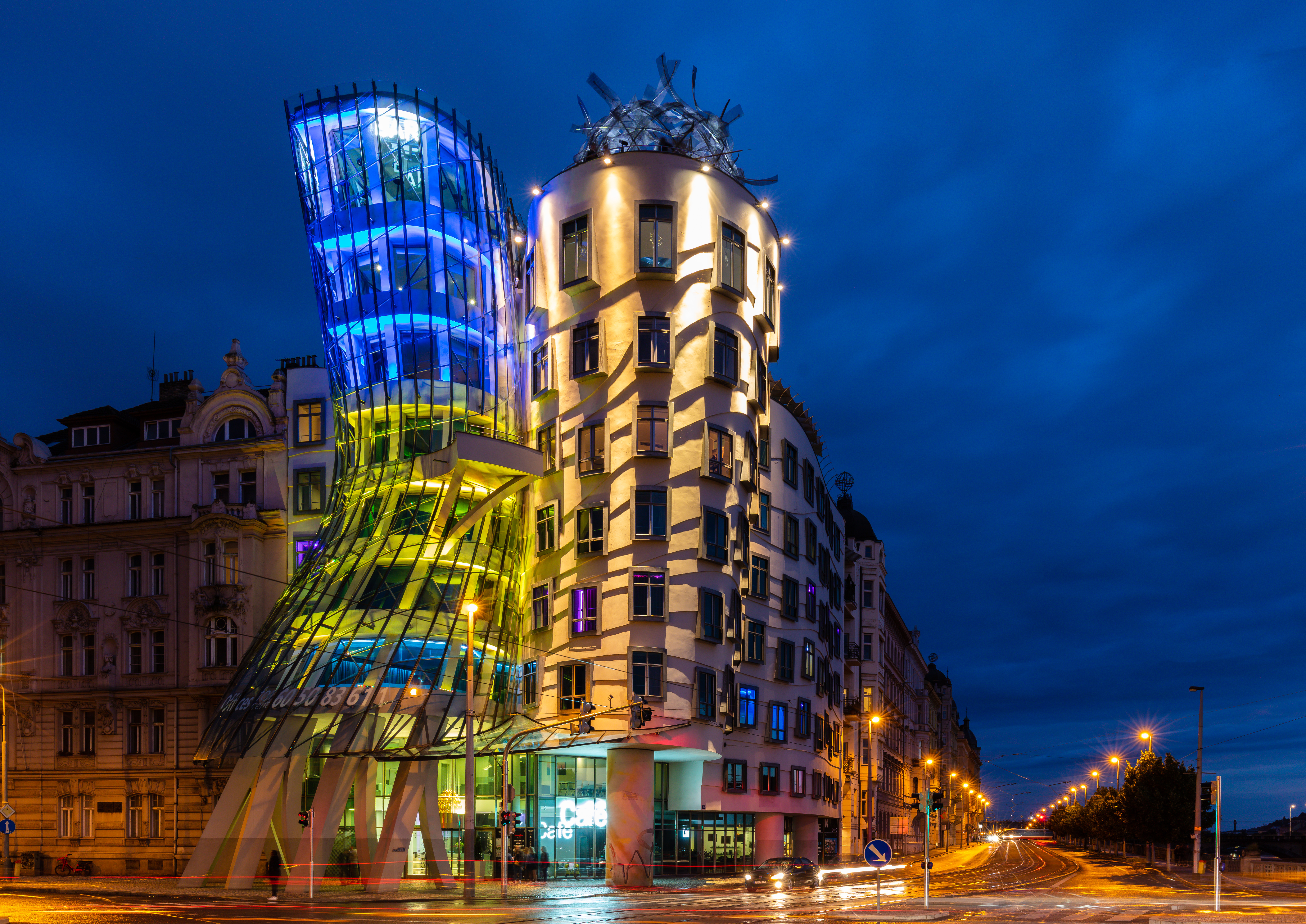
La maison dansante éclairée aux couleurs du drapeau ukrainien en soutien à son peuple. Juillet 2022.
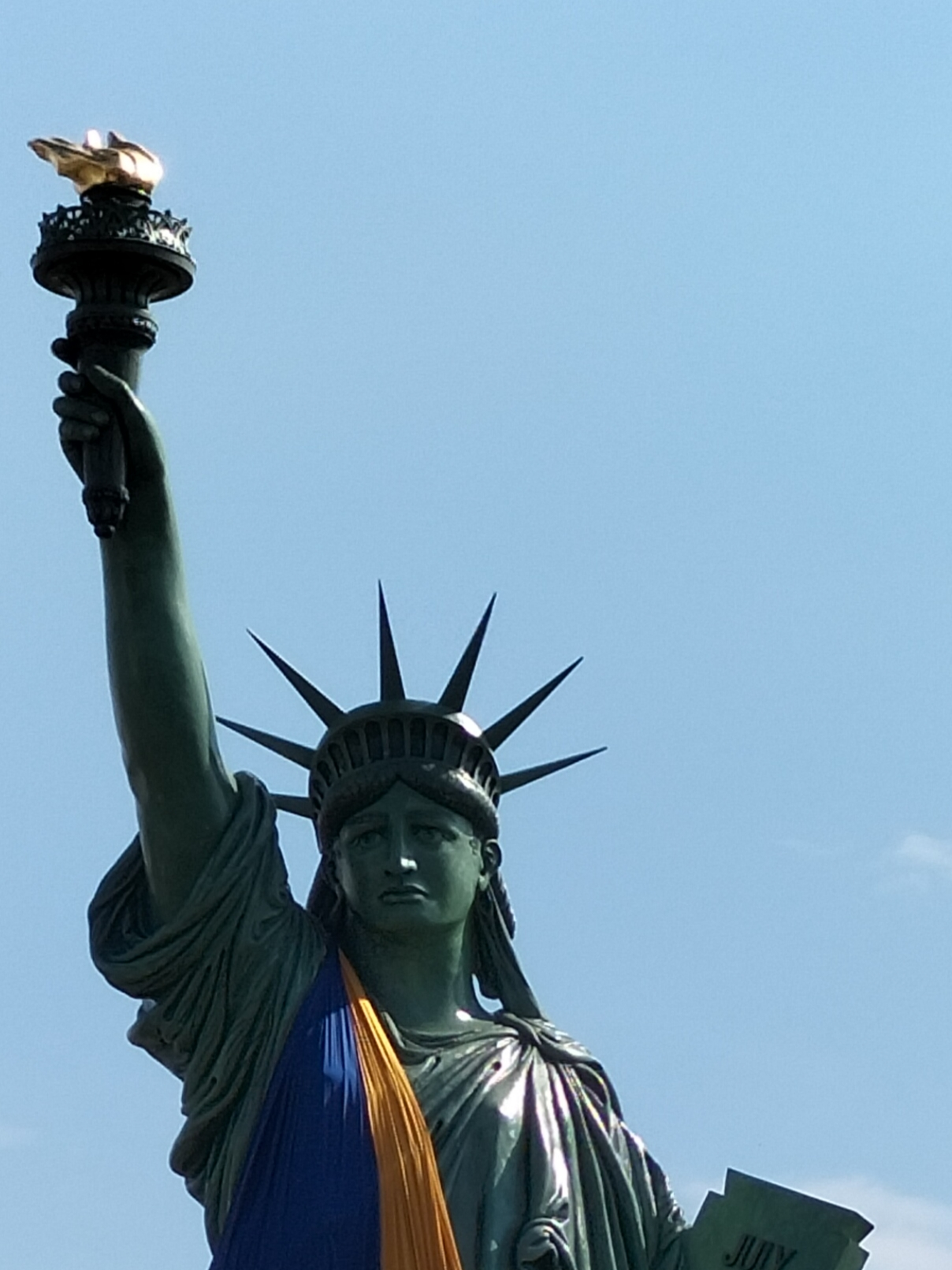
Statue de la liberté de Colmar décorée aux couleurs de l'Ukraine

#### Pays hors-UE

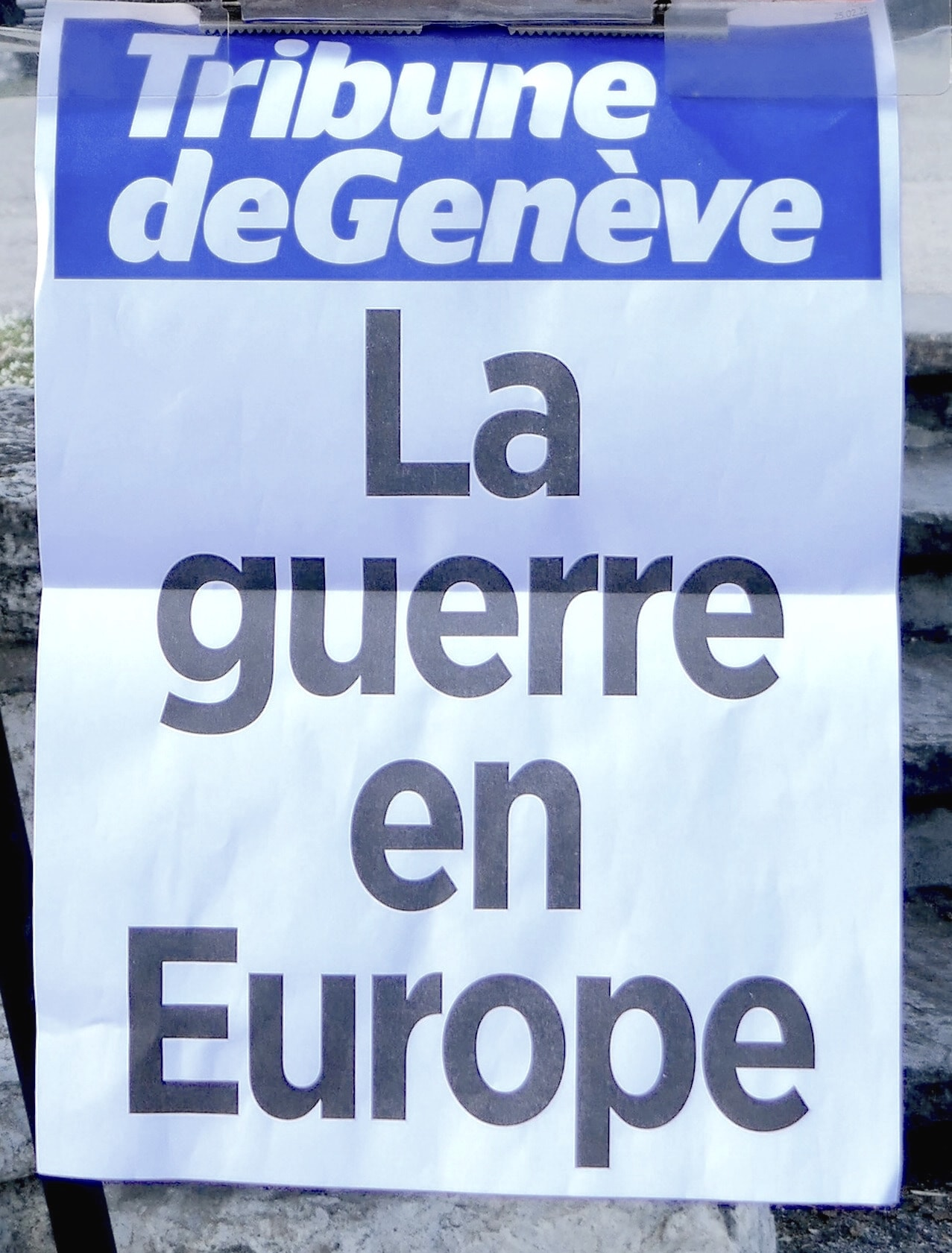
Manchette du 25.2.2022, Tribune de Genève.

- Albanie : le président de la république d'Albanie, Ilir Meta, a convoqué une réunion du conseil de sécurité de l'ONU le 24 février, et a réalisé un communiqué dénonçant fermement l'attaque russe sur l'Ukraine[84] ; tandis que le ministre pour l'Europe et aux Affaires étrangères, Olta Xhaçka et l'ambassadeur au sein du conseil de sécurité de l'ONU Ferit Hoxha ont rejoint la décision des États-Unis de réaliser un vote au sein du conseil de sécurité des Nations unies dénonçant l'acte russe, avec pour intention de forcer la Russie à utiliser son droit de veto[85].
- Andorre : le gouvernement d'Andorre a déclaré le 24 février condamner l'invasion et Xavier Espot, le chef du gouvernement d'Andorre, a indiqué que la guerre n'est pas une solution[86].
- Biélorussie : alliée de Moscou ; le président Biélorusse Alexandre Loukachenko rappelle toutefois que ses « troupes ne prennent aucune part à cette opération »[87].
- Moldavie : la présidente moldave, Maia Sandu, condamne l'acte de guerre de la Russie envers l'Ukraine. Elle ajoute également que le pays se tient prêt à accepter des dizaines de milliers de personnes fuyant l'Ukraine et a juré de garder les frontières ouvertes pour aider[88]. Le jeudi 17 mars, l'UE a signé un accord à titre provisoire avec la Moldavie — non membre de l’UE — pour permettre à Frontex de fournir au pays un soutien opérationnel en déployant des équipes frontalières pour procéder aux vérifications, aux enregistrements et à la surveillance aux frontières[89].
- Monaco : le gouvernement monégasque déclare soutenir « toutes les initiatives qui permettraient de faire cesser au plus vite les opérations militaires et renouer le dialogue ». Quelques jours plus tard, le prince Albert II condamne « fermement l'invasion de l'Ukraine »[90],[91].
- Monténégro : le président du Monténégro, Milo Đukanović, a condamné l'invasion russe, déclarant que celui-ci « viole tous les principes fondamentaux du droit international, sape la sécurité européenne, et met en danger sa stabilité. Nous nous joignons aux appels des chefs d'État européens pour demander à la Russie d'arrêter d'urgemment les hostilités, retirer ses forces d'Ukraine et respecter l'intégrité territoriale et la souveraineté de l'Ukraine »[92].
- Norvège : la Norvège, membre de l'Alliance atlantique, a condamné une « grave violation du droit international » et annoncé le déplacement de son ambassade de Kyïv à Lviv, dans l'ouest du pays[44].
- Royaume-Uni : le Premier ministre britannique, Boris Johnson, a déclaré le 24 février que le président russe, Vladimir Poutine, « a choisi la voie de l’effusion de sang et de la destruction en lançant cette attaque non provoquée »[41]. Il qualifie Vladimir Poutine de « dictateur »[93]. Il promet d'« exclure les banques russes du système financier britannique »[94]. Le 16 juin le Royaume-Uni a sanctionné le patriarche Cyrille, chef de l'Eglise orthodoxe russe, dans le cadre d'une nouvelle salve de mesures de rétorsions en réponse à l'invasion de l'Ukraine.
- Serbie : le président Aleksandar Vucic, qui entretient de bonnes relations avec la Russie, adopte une position de compromis face à l'invasion russe en Ukraine, pour ne pas fâcher Moscou, ni l'Union européenne. La Serbie ne prend aucune sanction contre aucun pays[95].
- Suisse : la Suisse, non membre de l'OTAN, « condamne dans les termes les plus forts l'invasion russe de l'Ukraine ». Elle appelle Moscou à cesser « immédiatement l'agression militaire » et à retirer ses troupes du territoire ukrainien[96].

### Océanie
- Australie : le Premier ministre d'Australie, Scott Morrison, a condamné l’« invasion illégale » de la Russie en annonçant une « deuxième série » de sanctions contre des personnes civiles ou morales russes.
- États fédérés de Micronésie : les États fédérés de Micronésie rompent leurs relations diplomatiques avec la Russie[97].
- Fidji : Aiyaz Sayed-Khaiyum, qui dirige le gouvernement pendant que le Premier ministre Frank Bainimarama reçoit des soins médicaux, condamne l'invasion de l'Ukraine par la Russie et soutient les appels du secrétaire général des Nations unies António Guterres au respect du droit international[98].
- Nouvelle-Zélande : la Première ministre Jacinda Ardern a condamné l'invasion de l'Ukraine par la Russie et a appelé la Russie à se retirer immédiatement de l'Ukraine afin d'éviter des pertes humaines « catastrophiques et inutiles »[99]. À la mi-mars, le pays gèle des avoirs russes dans le pays[100].

Neuf des quatorze États souverains d'Océanie membres des Nations unies signent le projet de résolution S/2022/155 du Conseil de sécurité des Nations unies condamnant les opérations militaires russes en Ukraine : Australie, Fidji, Kiribati, Îles Marshall, Micronésie, Nouvelle-Zélande, Palaos, Papouasie-Nouvelle-Guinée, et Samoa,. Le 2 mars, les quatorze États océaniens votent tous en faveur de la résolution A/ES-11/L.1 de l'Assemblée générale des Nations unies qui « déplore dans les termes les plus énergiques l’agression commise par la Fédération de Russie contre l’Ukraine »,.
La Russie nomme l'Australie, les États fédérés de Micronésie et la Nouvelle-Zélande parmi les pays hostiles auxquels la Russie pourra appliquer des sanctions. Un décret russe autorise notamment les créditeurs russes à rembourser en roubles (monnaie dont la valeur a nettement diminué du fait de sanctions étrangères) tout emprunt auprès de prêteurs australiens, micronésiens ou néo-zélandais.

## Réactions non-gouvernementales

### Autorités sportives internationales
- CIO : le Comité international olympique condamne la violation de la trêve olympique — se terminant quinze jours après la fin des Jeux paralympiques — garantie par une résolution votée par l'Assemblée générale de l'ONU en décembre 2021[105]. Il demande instamment « à toutes les fédérations internationales de sports de déplacer ou d’annuler leurs manifestations sportives actuellement prévues en Russie ou au Bélarus » et « de ne pas déployer le drapeau national russe ou bélarussien et de ne pas jouer l’hymne russe ou bélarussien dans le cadre de manifestations sportives internationales qui ne soient pas déjà soumises aux sanctions édictées par l’Agence Mondiale Antidopage (AMA) à l’encontre de la Russie »[106]. Puis, le 28 février, le CIO les exhorte à bannir les sportifs et officiels russes et biélorusses de la totalité de leurs compétitions internationales, et prend clairement position pour l'Ukraine et sa « communauté olympique », ce qui constitue une décision historique pour l'institution lausannoise, qui avait jusque là et durant toute son histoire, observé une stricte neutralité politique[107].
- Formule 1 : le 24 février, le pilote Sebastian Vettel annonce qu'il ne participera pas au Grand Prix de Russie[108]. Le même jour, l'écurie américaine Haas annonce retirer les couleurs russes de sa voiture un jour avant la fin des essais des voitures au Grand Prix automobile d'Espagne[109] : son sponsor est la compagnie russe Uralkali[108]. Le 25 février, Formula One annonce l'annulation du Grand Prix de Russie 2022[110], avant de rompre son contrat avec le promoteur du Grand Prix, signifiant que les prochaines années, elle n'ira plus courir en Russie[111].
- IPC : le Comité international paralympique rejoint le CIO et condamne la violation de la trêve olympique alors que les Jeux paralympiques de Pékin 2022 doivent se tenir à partir du 4 mars. Andrew Parsons, président de l'IPC déclare à ce sujet : « Nous avons vu aux Jeux olympiques d'hiver, et nous verrons aux Jeux paralympiques d'hiver, des athlètes venus de toutes les nations en compétition les uns à côté des autres et non les uns contre les autres »[112]. Après avoir dans un premier temps admis les athlètes russes et biélorusses sous « bannière neutre », l'IPC fait volte face le 3 mars, et s'accordant avec les recommandations du CIO, les exclut des Jeux paralympiques qui commencent le lendemain, expliquant notamment sa décision par le fait que « de nombreux comités paralympiques, équipes et athlètes ont menacé de ne pas concourir, mettant en danger la viabilité des Jeux paralympiques de Beijing 2022 ». L'exclusion concerne un total de 83 para-athlètes[113].
- UEFA : l'UEFA « condamne fermement l’invasion militaire russe en cours en Ukraine » et se déclare « prête à tendre la main au peuple ukrainien »[114] ; le 24 février 2022 lors du début du match Barcelone - Naples en Europa League ont déployé une banderole avec « Stop War » inscrit dessus. Le 25 février, l'UEFA annonce la relocalisation de la finale de la Ligue des Champions, de Saint-Pétersbourg à Paris[115].
- UEFA et FIFA : les deux fédérations internationales du football, l'européenne et la mondiale, décident ensemble le 28 février de suspendre les clubs russes et l'équipe nationale de toute compétition « jusqu'à nouvel ordre », ce qui de facto, entraîne sa non-participation aux matches de barrage pour la qualification à la Coupe du monde 2022 et par conséquent son absence à la compétition qui se déroulera au Qatar[116].

### Acteurs culturels
- Eurovision : l'Union européenne de radio-télévision (UER) annonce le 25 février 2022 que la Russie est exclue du concours Eurovision de la chanson 2022. L'UER réaffirme être une institution « apolitique », mais légitime sa décision par une volonté de ne pas « jeter l'opprobre » sur le concours[117].
- Allemagne : le 24 février, le maire de Munich, Dieter Reiter, et l'orchestre philharmonique demandent à Valery Gergiev « un signe clair de distanciation vis-à-vis des attaques contre l’Ukraine, contraires au droit international » avant le 28 février faute de quoi il sera mis fin à la relation contractuelle entre le chef russe proche de Vladimir Poutine et l'orchestre munichois[118].
- France : un collectif de responsables de lieux culturels parmi lesquels Alexander Neef, directeur de l'Opéra de Paris, adresse à la presse le communiqué suivant : « Nous, directrices et directeurs de lieux culturels en France, nous exprimons par ce message notre solidarité au peuple ukrainien et aux artistes ukrainiennes et ukrainiens. Nous sommes, face à l’urgence et aux dangers encourus par des artistes contraints de fuir la guerre, prêts à nous mobiliser, à contribuer à les accueillir en France afin qu’ils puissent continuer leur activité et ainsi préserver la libre expression de la culture ukrainienne. »[119]. La Philharmonie de Paris a annoncé lundi 28 février, au cinquième jour de la guerre en Ukraine, avoir annulé des concerts du chef d'orchestre Valery Gergiev « par solidarité avec le peuple ukrainien »[120].
- Italie : le maire de Milan, Giuseppe Sala, et le directeur de la Scala, Dominique Meyer, appellent le 24 février le chef d'orchestre Valery Gergiev, proche de Vladimir Poutine, à clarifier sa position à propos de l'invasion de l'Ukraine par la Russie en lui demandant de faire une déclaration plaidant pour une solution pacifique du conflit ; à défaut, la présence de Valery Gergiev à Milan pourrait être compromise[121]. Le teatro San Carlo de Naples publie sur son compte twitter la photo de l'un des moments forts de la mobilisation montrant l'étreinte entre la soprano ukrainienne Lioudmyla Monastyrska et la mezzo-soprano russe Iekaterina Goubanova (de) à l'issue de la représentation d'Aida de Giuseppe Verdi samedi 26, légendée par le message suivant : « La musique unit le monde. L'étreinte entre la soprano ukrainienne Liudmyla Monastyrska et la mezzo-soprano russe Ekaterina Gubanova, à la fin d'Aida, est un message clair de paix auquel tout le San Carlo s'unit. #lacultureunitlemonde. »[122].
- Pays-Bas : l'orchestre philharmonique de Rotterdam demande à Valery Gergiev de « prendre ouvertement ses distances avec les actions du président Poutine en Ukraine » ; à défaut, ses prochains concerts avec l’orchestre et le festival Gergiev de septembre seraient annulés[123].
- Royaume-Uni : le Royal Opera House de Londres a annoncé l'annulation des représentations du ballet du Bolchoï prévues pour la saison estivale qui en était à l'étape finale de sa planification[124].
- Suisse : le 28 février, le Verbier Festival demande et accepte la démission de Valery Gergiev et le Festival de Lucerne déprogramme ses concerts[125].
- États-Unis : après un appel à protester devant la salle de concert, le Carnegie Hall et l'Orchestre philharmonique de Vienne annoncent conjointement le remplacement au pied levé de Valery Gergiev par le chef du Metropolitan Opera de New York, Yannick Nézet-Séguin. Les deux institutions précisent que le pianiste russe Denis Matsouïev, également soutien de Vladimir Poutine, ne donnera pas le concert prévu[126].
- Art lyrique : de nombreux artistes lyriques, dont la liste augmente de jour en jour, affichent sur leurs réseaux sociaux leur soutien au peuple ukrainien[127].
- Les chefs d'orchestre Semyon Bychkov (né à Léningrad et naturalisé américain), Oksana Lyniv (ukrainienne), Lorenzo Viotti (suisse) ont condamné l’attaque. Vladimir Jurowski (russe, installé en Allemagne) a joué l'hymne ukrainien en ouverture de concert avec le Rundfunk-Sinfonieorchester Berlin[127].
- Anna Netrebko, soprano russe, et Yusif Eyvazov, ténor azerbaïdjannais, questionnés sur leur positionnement, ont publié conjointement le message suivant : « À la lumière des événements actuels et en raison de préoccupations importantes pour la sûreté et la sécurité de toutes les personnes impliquées, nous sommes contraints de reporter notre concert à Arhus ce soir. Ce sont des jours très tristes et nous sommes profondément préoccupés par le bien-être de toutes les personnes impliquées. Chaque guerre est une terrible tragédie. Le temps n’est pas à la musique mais à la réflexion et à la prière. Et donc nous espérons et prions pour une résolution rapide et pacifique »[127].
- Le 2 mars, EA Sport annonce retirer toutes les équipes russes (nationale et clubs) de son jeu FIFA 22[128].

### Autorités religieuses
Quelques heures après le début de l'invasion le 24 février, le ministre des affaires étrangères du Vatican, Pietro Parolin, appelle à « s’abstenir de toute action qui causerait encore plus de souffrances aux populations » et à trouver une solution pacifique au conflit. Le pape François appelle à jeûner et prier pour la paix le mercredi des Cendres, 2 mars. Le 25 février, il s'entretient avec l'ambassadeur de Russie près le Saint-Siège.
Le Conseil des conférences épiscopales d'Europe appelle à la paix, et la Conférence épiscopale polonaise — la Pologne étant un pays frontalier de l'Ukraine — à accueillir les réfugiés.
Le patriarche de Constantinople, Bartholomée, condamne l'attaque de la Russie contre l'Ukraine et appelle à une résolution pacifique.
Le primat de l'Église grecque-catholique ukrainienne, Sviatoslav Chevtchouk, appelle à « défendre l’indépendance, l’intégrité territoriale et la souveraineté de l’État ukrainien ». Le primat de l'Église orthodoxe d'Ukraine Épiphane dénonce « l'attaque insidieuse et cynique de la Russie et de la Biélorussie contre l’Ukraine ». Le primat Onuphre de l'Église orthodoxe ukrainienne condamne l'agression russe et demande à Vladimir Poutine « de cesser immédiatement la guerre fratricide ».
Le patriarche de Moscou, Cyrille, demande de prier pour la paix, de protéger les civils et de porter assistance aux réfugiés et aux blessés. Par ailleurs, le patriarche Cyrille soutient l'idée nationaliste d'une unité, notamment religieuse, entre la Russie et l'Ukraine, ce qui a provoqué le schisme orthodoxe de 2018. Il qualifie le 27 février de « forces du mal » ceux qui s'opposent à l'unité entre Russie et Ukraine. En réaction, dans certaines églises d'Ukraine le nom du patriarche Cyrille n'est plus prononcé pendant les offices.
Le mercredi 16 mars, le pape François et le patriarche Cyrille de Moscou ont un entretien en visioconférence au cours duquel ils sont convenus que « L’Église ne doit pas utiliser la langue de la politique mais le langage de Jésus ». « Nous sommes pasteurs du même saint peuple qui croit en Dieu, dans la Très Sainte Trinité, dans la Sainte Mère de Dieu : nous devons pour cela nous unir dans l’effort d’aider la paix, d’aider celui qui souffre, de chercher les voies de la paix, pour arrêter le feu ».
Le pape François  annonce consacrer la Russie et l'Ukraine au Cœur Immaculé de Marie le 25 mars, fête de l'Annonciation. Ce geste qui demande la fin du conflit est vu comme une référence aux Secrets de Fátima. En mai, dans le cadre d'un entretien avec des revues jésuites européennes, le souverain pontife a dénoncé "la brutalité et la férocité avec lesquelles cette guerre est menée par les troupes, généralement des mercenaires, utilisés par les Russes". Il a également souligné que "le danger est que nous ne voyons que cela, qui est monstrueux, sans avoir tout le drame qui se joue derrière cette guerre, qui a peut-être été, d'une certaine manière, provoquée ou non empêchée". Pour lui, "la troisième guerre mondiale a été déclarée".
Plusieurs intellectuels et théologiens orthodoxes russes dénoncent comme étant une hérésie la notion de « monde russe » utilisée par le patriarche Cyrille et par Vladimir Poutine pour justifier l'invasion.
Le 27 mai, l'Église orthodoxe ukrainienne, dépendante du patriarcat de Moscou, annonce rompre avec l'Église orthodoxe russe et dénonce le patriarche Cyrille de Moscou.
En septembre 2022, à la suite de la mobilisation partielle de civils russes le patriarche orthodoxe Cyrille de Moscou a exhorté ses fidèles à rejoindre l'armée pour combattre en Ukraine, précisant si une personne  « meurt dans l’accomplissement de ce devoir, alors (...) elle se sera sacrifiée pour les autres. Et donc, nous croyons que ce sacrifice lave tous les péchés qu’une personne a commis ».
Le 9 mars 2024, le pape François a accordé un entretien à la télévision suisse RTS, dans lequel il appelait à « avoir le courage de hisser un drapeau blanc et de négocier » pour mettre un terme à la guerre en Ukraine.

### Internet

#### Union européenne
- L'Union européenne a ordonné le blocage de RT et Sputnik par l'adoption du règlement 2022/350 du Conseil du 1er mars 2022[139] ainsi que par l'adoption de la décision PESC 2022/351 du même jour. Le 30 mars 2022, le président du Tribunal de l'Union européenne rejetait par la voie d'une ordonnance en référé la demande portée par RT France d'annulation de ces décisions[140].

#### Mobilisation collective
- Call Russia
  - L'initiative Call Russia[141], créée à l'initiative d'un groupe de citoyens lituaniens, permet à des locuteurs russes d'appeler aléatoirement des citoyens russes (40 millions de numéros de téléphones disponibles) et propose d'échanger sur la situation relative au conflit en cours. L'initiative fournit à la fois le dispositif d'appel et des conseils pour conduire la conversation[142].
- Le mouvement Résistance féministe antiguerre est une communauté russophone décentralisée (31 499 abonnées)[143]: Cette communauté qui utilise la plate-forme de messagerie instantanée Telegram est autoorganisée pour gérer des actions de résistance antiguerre[144]
- Lev Ponomarev, militant politique russe engagé dans la défense des droits de l'Homme a lancé une pétition intitulée "Arrêtez la guerre avec l'Ukraine !"[145]. Le texte, qui appelle les citoyens russes à dire "non" à la guerre, dépassait en mars 2022 1 million de signatures avec l'objectif de 1,5 million.
- Anonymous
  - Le 24 février 2022, le mouvement hacktiviste Anonymous déclare la cyberguerre contre le gouvernement russe[146].
  - Le site de Russia Today, la chaîne d’information financée par l’État russe, subit sa première attaque[147].
  - Le 27 février, le site du fabricant d'armes biélorusse Tetraedr est piraté et 200 Go d'e-mails et documents sont mis en ligne[148]. Le même jour, la messagerie interne du groupe de ransomware Conti est piratée et plus d'un an de conversations secrètes sont publiées. Ce groupe de hackers est affilié à Poutine et cible des Anonymous depuis longtemps[149].
  - Le 28 février, les hacktivistes bloquent le site de l'agence TASS, remplaçant la page d'accueil par le message « Dear citizens. We urge you to stop this madness, do not send your sons and husbands to certain death. Putin makes us lie and puts us in danger » (Chers citoyens. Nous vous exhortons à arrêter cette folie, n'envoyez pas vos fils et maris à une mort certaine. Poutine nous fait mentir et nous met en danger). Le collectif également revendique d'autres piratages qui eux restent non confirmés[150],[151]. Le site du Kremlin se retrouve bloqué pendant plusieurs heures et des chaines de télévision publiques sont piratées pour diffuser des vidéos sur la situation en Ukraine. Si le site du Kremlin a bien été bloqué, la Russie dément ces attaques[152]. Le site NetBlocks, spécialisé dans la surveillance de l’Internet, confirme que de nombreux sites russes ont bien été désactivés[148]. Parmi les cibles des attaques par DDoS : les sites gouvernementaux russes et biélorusses, Gazprom[153],[154]…
  - Le même jour, les Anonymous interceptent le flux de communication des militaires russes et s'introduisent dans la base de données du Ministère de la Défense. 40 000 documents y sont volés et mis en ligne « pour traduction »[155].
  - Le 1er mars, ils publient les fréquences-radio utilisées par l'armée russe en Ukraine[156] et le site de l'agence Tass subit de nouvelles attaques[157].
  - Le 6 mars, le groupe polonais Squad303, affilié aux Anonymous, lance une application permettant d'envoyer automatiquement et aléatoirement des sms sur des numéros de téléphone de particuliers et entreprises russes. Ces messages documentent la réalité de l'invasion de l'Ukraine[158],[159]. Le 13 mars, le groupe annonce avoir déjà fait transiter plus de 7 millions de messages envoyés du monde entier vers la Russie[160].
  - Le 10 mars, 820 Go de documents sont volées au Service fédéral de supervision des communications, des technologies de l'information et des médias de masse et mis en ligne[161],[162],[163].
  - Le 21 mars, Anonymous annonce avoir piraté des imprimantes-réseau en Russie et avoir déclenché à distance l'impression de 40.000 documents expliquant comment passer outre aux blocages anti-propagande, comment utiliser le réseau Tor, le tout accompagné d'un message dénonçant les mensonges du gouvernement russe. L'annonce a été peu après confirmée par des journalistes ayant contacté des responsables de la sécurité d'entreprises ciblées[164].
  - Le 03 avril, les noms, dates de naissance, adresses et passeports des 120 000 soldats russes participant au conflit sont mis en ligne par les Anonymous[165].
  - Le même jour, en analysant des images de la télévision russe, le groupe de volontaires ukrainiens InformNapalm identifie le lieutenant colonel Azatbek Omurbekov comme étant le leader de la 64e brigade de fusiliers motorisés positionnée à Boutcha et responsable du massacre[166],[167]. Ils publient également toutes ses données personnelles (adresse, numéro de téléphone, email…)[168],[169].
  - Le 04 avril, ce sont 900 000 e-mails du groupe de la radio-télévision publique russe (VGTRK) qui sont détournés et publiés sur le site de DDoSecrets, une organisation d'investigation spécialisée dans les fuites sur internet[170].
- Cyber Partisans (en)
  - Le 24 janvier, un groupe de cyberactivistes biélorusses composé d'une trentaine de personnes a revendiqué une action de piratage des serveurs du réseau ferroviaire biélorusse Belarusian Railroad afin de ralentir l'avancée des forces armées russes[171].
- Army SOS
  - Army SOS est une organisation qui a développé Kropyva, une application de cartographie qui permet de marquer les positions ennemies. Disponible pour les téléphones Android, elle vise à aider les artilleurs ukrainiens sur le terrain, notamment au niveau de la coordination. Concernant la communication entre les différentes pièces d'artillerie, les données sont transférées par liaison chiffrée ou bien par satellite[172].

#### Entreprises
L'école de management de Yale a créé un observatoire de plus de 1000 entreprises pour suivre leur réaction à la crise ukrainienne.
- Activision Blizzard
  - Le 5 mars, Activision Blizzard a annoncé avoir suspendu les nouvelles ventes de jeu en Russie[174].
- Airbnb
  - Le 4 mars, Airbnb a annoncé la suspension de toutes ses activités en Russie et en Biélorussie[175].
- Amazon
  - Le 13 mars, Amazon a annoncé avoir suspendu l'expédition de produit de détail aux clients basés en Russie et en Biélorussie, par ailleurs les clients de ces mêmes pays ne pourront plus créer de nouveau compte Amazon ni de souscrire un abonnement Amazon Prime[176].
- AMD et Intel
  - Le 3 mars, les deux entreprises américaines AMD et Intel ont annoncé suspendre les ventes de puces à la Russie et à la Biélorussie[177].
- Apple
  - Le 1er mars, le géant américain Apple a suspendu la vente de ses produits et limité ses services en Russie[178]. Dans la foulée, Apple a également annoncé avoir retiré de l'App Store les médias Russia Today et Sputnik News, sauf en Russie.
- Cogent
  - Cogent est une entreprise américaine et principal fournisseur d'accès en Russie a fait le choix de couper Internet par crainte que le réseau ne soit utilisé par la Russie pour mener des cyberattaques[179]. Cogent fournit  des services au moteur de recherche russe Yandex, qui a récemment commencé à avertir les utilisateurs russes recherchant des informations sur l'Ukraine qu'il peut y avoir des informations peu fiables en ligne.
- Disney
  - Dans un communiqué, Disney a annoncé avoir suspendu la sortie de film en Russie[180].
- DuckDuckGo
  - Le 10 mars, le moteur de recherche DuckDuckGo a annoncé qu'il déclasserait de ses résultats de recherche les sites identifiés comme vecteur de diffusion de la propagande russe et les informations mensongères sur l'Invasion de l'Ukraine par la Russie de 2022[181].
- Epic Games
  - La société de jeux vidéo, Epic Games, a décidé d'arrêter les transactions commerciales avec la Russie. De ce fait, il n'est désormais plus possible d'accéder à la boutique en ligne depuis la Russie[réf. nécessaire].
- Google
  - Le 1er mars, l'hébergeur de vidéo en ligne YouTube a annoncé avoir suspendu l'accès aux contenus des deux médias russes : RT et Sputnik.
  - A la demande, et avec l’aide du gouvernement ukrainien, Google a développé un système d’alerte relatif aux raids aériens disponible sur les téléphones Android en Ukraine. Ce dispositif s’inscrit en complément du système ukrainien et basé sur les alertés déjà émises par le gouvernement ukrainien[182].
  - Le 22 mai 2022, dans un article du Guardian, YouTube a annoncé avoir supprimé plus de 70 000 vidéos et 9 000 chaînes traitant du sujet de la guerre en Ukraine depuis le début du conflit[183].
- Huawei
  - Huawei souhaitait tirer parti du retrait de ses concurrents occidentaux du marché russe[184]mais suspend leurs activités en Russie en avril[185].
- IBM
  - Le 30 mai, IBM a annoncé l'interruption de ses activités commerciales en Russie[186].
- Citizen Brick
  - L'entreprise Citizen Brick a décidé de créer des LEGO a l'effigie du président Volodymyr Zelensky ainsi les ventes récoltés seront reversé à l'Ukraine[187].
- LEGO
  - Le 12 juillet 2022, L’entreprise LEGO annonce mettre un terme à son partenariat avec le distributeur russe Inventive Retail Group ainsi que supprimer les postes de de son équipe basée à Moscou
- Meta (groupe)
  - Le 25 février, Facebook a annoncé vouloir mettre en œuvre une mesure visant à interdire aux médias russes d'avoir recours à leur plateforme publicitaire[188].
  - Le 1er mars, le réseau Meta a annoncé avoir supprimé les pages des médias russes, Russia Today et Sputnik sur leurs différentes plateformes : Facebook et Instagram[189].
  - Le 10 mars, le réseau Meta assouplit temporairement son règlement relatif à l'incitation à la violence et à la haine en permettant aux internautes de poster des messages hostiles envers les soldats et le gouvernement russes[190].
- Microsoft
  - Le 4 mars, le géant américain Microsoft a annoncé avoir suspendu la vente de ses produits et services Le président de Microsoft a déclaré « Nous condamnons cette invasion injustifiée, non provoquée et illégale. »[191].
- Netflix
  - Le 1er mars, Netflix a annoncé qu'il n'entendait pas se conformer à la loi russe qui impose aux plateformes de streaming de proposer plusieurs chaines gratuites, dont certaines sont considérées comme des vecteurs de propagande gouvernementale[192].
- Netscout
  - La société de cybersécurité Netscout a  rejoint la liste croissante des entreprises technologiques qui quittent la Russie en raison des sanctions internationales, ce qui signifie que ses protections contre les attaques DDoS ne seront plus disponibles pour les sites et services russes[173].
- Nokia
  - Nokia a annoncé qu'il arrêterait les livraisons à la Russie pour se conformer aux sanctions imposées au pays[193].
- Oracle
  - Le 2 mars, Oracle a annoncé interrompre l'ensemble de ses activités en Russie[194].
- Paypal
  - Le 5 mars, en réaction à l'invasion de l'Ukraine par la Russie, Paypal a annoncé la fermeture de ses services en Russie[195].
- Samsung
  - Le 6 mars, Samsung Electronics a annoncé suspendre ses expéditions à destination de la Russie[196].
- SAP
  - Le 2 mars, en conséquence des sanctions internationales, SAP a annoncé la cessation de ses activités en Russie, et notamment la vente de ses services et de ses produits[197].
- Snapchat
  - Le 5 mars, Snapchat a annoncé la désactivation de la "heatmap", une fonction qui permet de géolocaliser les "snaps" publics, dans le but de ne pas mettre en péril la sécurité des Ukrainiens utilisateurs de la plateforme.[réf. nécessaire]
- Sony Pictures
  - Sony Picture, filiale du groupe japonais Sony, a annoncé avoir suspendu le lancement de ses films dans les salles en Russie en raison de « l'action militaire qui perdure en Ukraine, l'incertitude qui en résulte et la crise humanitaire déclenchée dans cette région », ajoutant « Nos pensées et nos prières vont à tous ceux qui sont affectés et nous espérons que cette crise sera résolue rapidement »[180].
- Starbucks
  - Le 8 mars, la société de café Starbucks a annoncé que les 130 cafés portant son nom en Russie allaient être fermés et qu'il allait cesser d'envoyer ses produits dans le pays[198].
- Starlink
  - Le 26 février, Elon Musk annonce avoir activé le réseau Starlink au-dessus de l'Ukraine, fournissant ainsi un internet à haut débit au pays et rendant plus difficiles les cyberattaques russes. Il précise aussi que des terminaux supplémentaires sont en cours d'expédition[199].
  - Le 28 février, Mykhailo Fedorov, vice-premier ministre ukrainien, annonce qu'une première livraison de terminaux de réception est arrivée en Ukraine[200].
- TikTok
  - Le 6 mars, le réseau social TikTok a annoncé avoir suspendu la création de comptes et la diffusion de nouvelles vidéos depuis le territoire russe. Cette action a été amenée à la suite de la parution d'une nouvelle loi pénalisant la diffusion d'infirmation visant à discréditer l'armée et son invasion de l'Ukraine[201].
- TotalEnergies
  - Le 23 mars, la société pétrolière TotalEnergies a annoncé l'arrêt de l'achat du pétrole russe et se tourne vers le gaz américains[202].
- Twitter
  - En février 2022 Twitter a annoncé que les autorités russes avaient restreint l'accès à ses services en Russie et certains utilisateurs de Twitter en Russie ont connu des interruptions dans l'utilisation de la plateforme[203].
  - Les 27 et 28 février, après s'être fait connaître pour avoir créé une application qui suit les déplacements de l'avion d'Elon Musk, Jack Sweeney lance deux comptes twitter[204], l'un suivant en temps réel l'avion de Vladimir Poutine[205] et un autre suivant ceux d'une dizaine d'oligarques russes[206].
- WarnerMedia
  - WarnerMedia a indiqué qu'au vu de la crise en Ukraine, il allait mettre en pause la sortie du nouveau Batman en Russie[180].
- Yandex
  - L'application Yandex Maps, équivalent de « Google Maps » en Russie, a supprimé depuis le 9 juin les frontières entre l'Ukraine et la Russie sur ses cartes[207].